# Ida Ladstätter
Ida Ladstätter, avstrijska alpska smučarka, * 13. februar 1965, Sankt Jakob in Defereggen.
Nastopila je na Olimpijskih igrah 1988, kjer je bila šesta v slalomu. V svetovnem pokalu je tekmovala devet sezon med letoma 1982 in 1990 ter dosegla eno zmago in še štiri uvrstitve na stopničke, vse v slalomu. V skupnem seštevku svetovnega pokala je bila najvišje na petnajstem mestu leta 1990, ko je bila tudi tretja v slalomskem seštevku.